# Cappelen-Preis

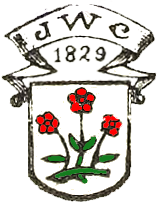
Verlagswappen des Cappelen-Verlages

Der Cappelen-Preis (norwegisch: Cappelenprisen) war ein norwegischer Literaturpreis für norwegischsprachige Schriftsteller, der erstmals 1979 vom Buchverlag J.W. Cappelens Forlag verliehen wurde.

## Geschichte
Eingeführt wurde der Preis anlässlich des 150-jährigen Bestehens des Verlagshauses, und zu dessen 175. Jubiläum 2004 wurde er kategoriell noch ausgebaut. Dotiert war er in den letzten Jahren mit 50.000 Kronen Preisgeld. Seit dem 2007 erfolgten Zusammenschluss des Cappelens Forlag mit dem Verlag N. W. Damm & Søn zum neuen Verlag Cappelen Damm wurde dieser langjährige Literaturpreis nicht mehr weitergeführt.

## Preisträger
- 1979 – Thorbjørn Egner
- 1980 – Odd Eidem

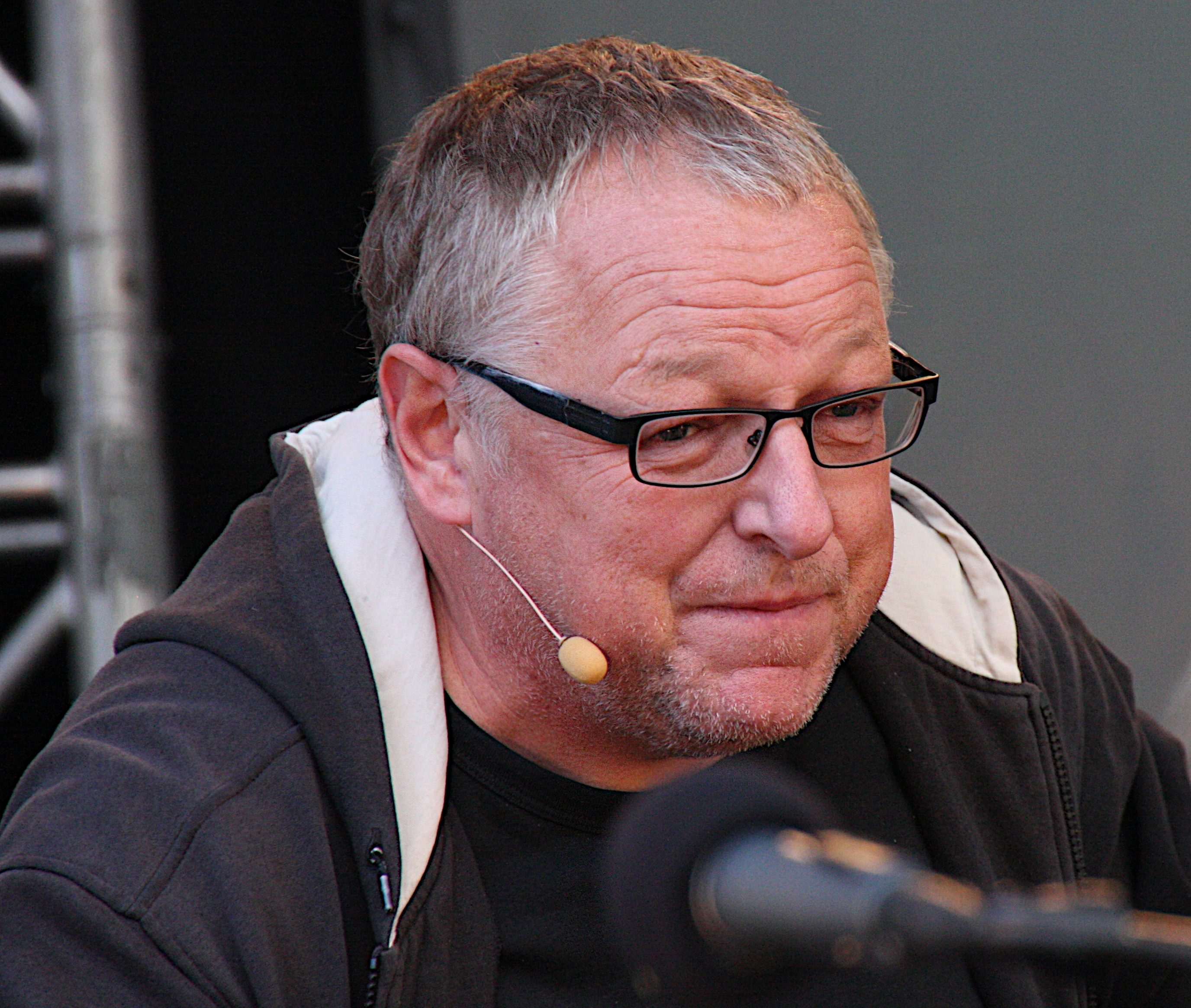
Roy Jacobsen gewann 1987.

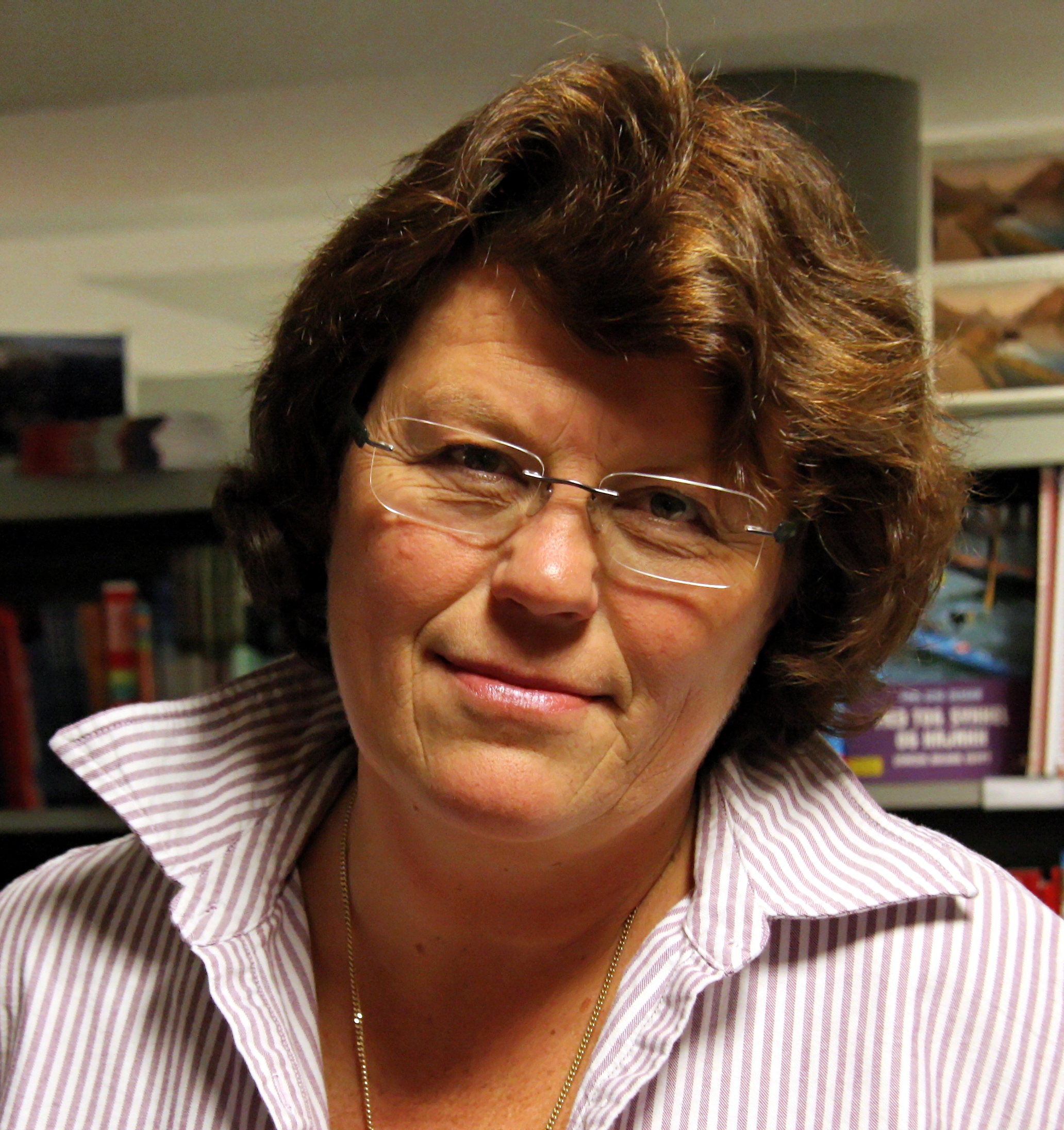
Anne Holt gewann 2001.

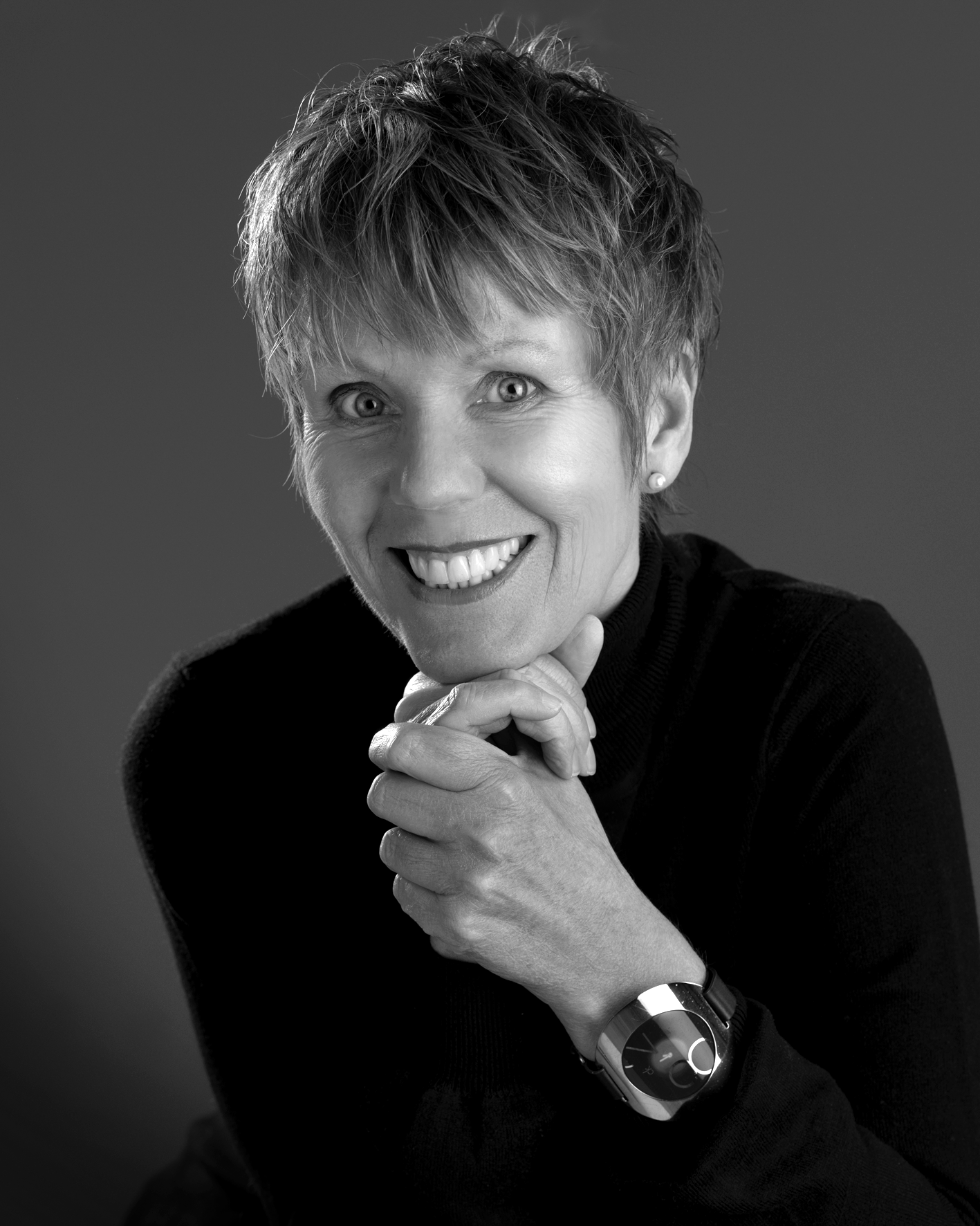
Karin Fossum gewann 2003.

- 1981 – Hans Normann Dahl und Vivian Zahl Olsen
- 1982 – Bjørg Vik und Jahn Otto Johansen
- 1983 – Richard Herrmann, Otto Øgrim, Helmut Ormestad und Kåre Lunde
- 1984 – Lars Saabye Christensen, Ove Røsbak, Rune Belsvik und Karin Sveen
- 1985 – Kolbein Falkeid und Arvid Hanssen
- 1986 – Inger Margrethe Gaarder und Fredrik Skagen
- 1987 – Roy Jacobsen und Håvard Rem
- 1988 – Ingvar Ambjørnsen
- 1989 – Vigdis Hjorth
- 1990 – Kjell Arild Pollestad und Hans-Wilhelm Steinfeld
- 1991 – Paal-Helge Haugen
- 1992 – Axel Jensen
- 1993 – Erik Bye und Tor Bomann-Larsen
- 1994 – keine Vergabe
- 1995 – keine Vergabe
- 1996 – Gert Nygårdshaug
- 1997 – Erlend Loe
- 1998 – keine Vergabe
- 1999 – Georg Johannesen
- 2000 – Gro Dahle
- 2001 – Anne Holt
- 2002 – Jan Jakob Tønseth
- 2003 – Karin Fossum
- 2004 – Pedro Carmona-Alvarez, Ingeborg Arvola, Ørnulf Hodne, Anne-Lise Gjerdrum
- 2005 – keine Vergabe
- 2006 – Erik Fosnes Hansen und Torbjørn Færøvik